# Palpimanus uncatus
Palpimanus uncatus är en spindelart som beskrevs av Kulczynski 1909. Palpimanus uncatus ingår i släktet Palpimanus och familjen Palpimanidae. Inga underarter finns listade i Catalogue of Life.